# Zaglyptogastra aswada
Zaglyptogastra aswada är en stekelart som beskrevs av El-heneidy och Donald L.J. Quicke 1991. Zaglyptogastra aswada ingår i släktet Zaglyptogastra och familjen bracksteklar. Inga underarter finns listade i Catalogue of Life.